# 가발

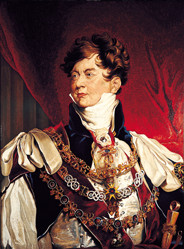
조지 4세

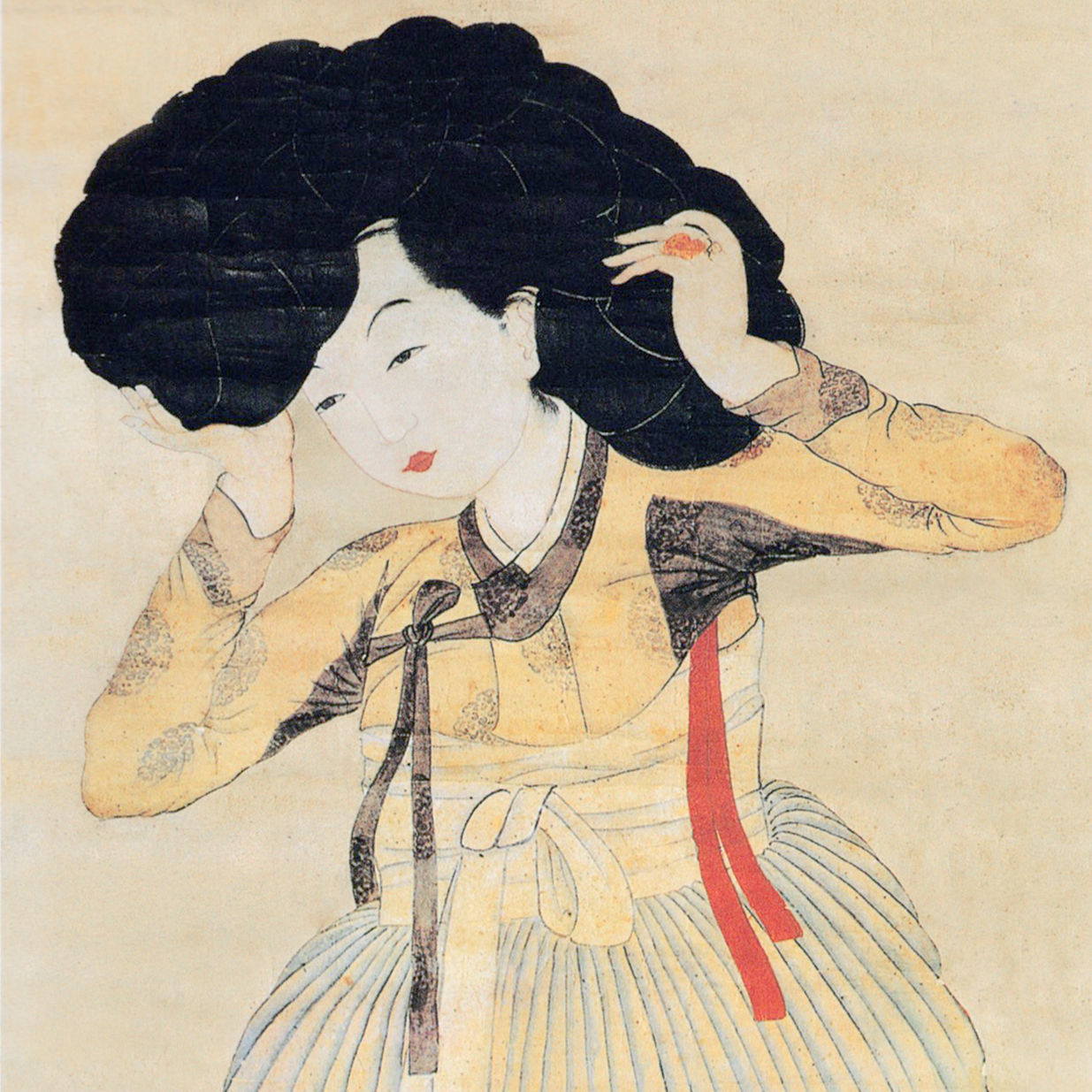
가발을 쓰는 조선시대의 여인.

가발(假髮, 문화어: 덧머리, 영어: wig) 또는 덧머리는 사람의 털, 동물의 털, 합성물질 등으로 만든, 털이 달린 가짜머리를 말한다. 문화적, 종교적 관점을 포함하여 아름다움이나 스타일, 패션을 위해 착용한다.

## 사용 목적
- 장식 : 신체적 문제로 인해 대머리 현상이 일어나므로 가발을 쓰는 경우가 많다. 서양에서는 바흐 등이 가발을 쓰기도 했다.
- 의료 : 백혈병 등의 암 치료에 따른 약물 치료로 인해 머리카락이 빠지거나, 원형 탈모증을 포함한 다양한 탈모원인으로 인한 탈모인들과 같이 머리 일부의 머리카락이 빠지는 사람들이 이용한다.
- 무대, 드라마 : 다른 나라의 환경이나 시대극을 묘사할 때 배우의 머리 모양을 꾸미기 위해 사용한다.
- 권위의 상징 : 영국, 프랑스 등 유럽의 재판관 등이 가발을 쓰며, 지금도 일부 그 관습이 남아 있다.
- 코스프레용 : 캐릭터 연출을 위해 사용되는 가발

## 한국의 가발
- 한국의 가발 : 1950년대 후반 세계적으로 가발을 이용한 머리모양이 미국(흑인)을 중심으로 유행하였으며 이때 패션상품이라는 새로운 개념으로 가발이 등장하였다. 1960년대 시대상 노동집약적 산업에 강한 우리나라에서 1963년에 골목골목으로 많이 보던 풍경이 동네 엿장수들과 고물을 수집하는 상인들이 가발을 만들기 위한 재료로 당시 장발이였던 부녀자들의 머리카락을 수집하기 시작하면서 1964년 최초로 14,000$를 수출하기 시작하더니 이듬해 100배에 가까운 1,550,000$를 수출하였다. 이때 당시 미국에서는 정치적 이유로 중국산 머리카락으로 만든 가발제품이 수입 금지령이 내려져 덕분에 한국가발이 미국시장에서 호황을 누리게 되었다. 박정희 정부는 가발 기능공 양성소를 세우면서 가발산업을 전폭 지원하여 1970년에는 약 1억 달러로 우리나라 총 수출량의 9.3%를 차지하게 되었다. 단일품목으로는 섬유와 합판 다음으로 제 3위가 됐고, 이때 미국으로 이민 간 사람들이 가발장사를 하여 미국 내에서 ‘가발’ 하면, '코리안(korean)'을 연상하게 되었다.
- 이렇듯 가발산업은 40년 이상의 역사를 지닌 한국의 토종산업으로서 1960년대에는 한국 경제의 원동력이 되면서 1966에 설립된 한국가발수출조합이 쿼터 제도까지 운영 할 정도로 활발하게 되었다. 그러나 1970년대 중반 세계시장의 70% 이상을 차지하던 미국의 가발 수요가 급감하면서 위기를 맞자 대우와 반도, 한독 등 가발산업의 선두 기업들이 업종을 전환하면서 사양 산업으로 전락하기 시작했다. 또한, 1987년 이후 인건비가 상승됨에 따라 가격경쟁력 약화로 인해 한국 가발산업은 서울에 본사를 두고 점차 중국과 인도네시아, 아프리카, 베트남 등으로 공장을 이전하였고 내수시장은 많이 축소하게 되었다.
- 그러나, 2000년대 중반부터 가발용 합성 섬유 (인조모)가 개발되면서 해외로 이전했던 한국의 2~3세대로 이어져온 많은 가발공장들이 가발산업발전에 대한 재도약을 기대하고 있던 지난 2008년 1월 15일, 가발관련 전문가들이 뜻을 모아 대한가발협회를 설립하였으며 국내최초로 민간 가발 자격증 설치 및 가발 교육 등 협회 차원의 가발산업 살리기 운동이 시작되어 2011년 6월에 지식경제부 장관의 사단법인 설립 허가를 받았다. 이로써 현존하는 가발 관련 협회 중 유일한 사단법인 협회가 탄생한 것이다. 최근에는 산업발전을 위해서는 인재약성이 최우선과제로 보고 교재 편찬, 교육커리, 기능대회 등을 개발하여 전문 인력을 양성함과 동시에 회원들이 확충되고 있으며 계속해서 협회와 산업규모가 발전되고 있다.
- 가발은 자신의 외모를 변화시키기 위해 투자하는 시간과 비용의 관점에서 가장 손쉽게 젊고 건강하게 보이도록 변화시킬 수 있는 수단이다. 최근 고령화 시대의 도래와 탈모인구의 증가로 인해 가발수요가 급격히 늘어나고 있다. 또한, “최근에는 소아 탈모를 비롯해 청년의 탈모로 인한 대머리가 늘어나고 있는 현상은 복잡한 사회구조에 따른 정신적 문제에 기인한 것으로 나이가 들면서 자연히 머리카락이 줄어드는 경우가 아닌 유전적 요인과 스트레스 등 여러 요인으로 인해 탈모 환자가 늘어나고 있는 추세”라고 분석하였으며, 특히 중년여성들과 젊은 여성들의 가발애용으로 인해 한 가발전문 온라인 쇼핑몰은  연매출이 100억 원에 육박하며 60~70억을 넘는 업체들도 늘어나고 있는 추세이다. (대한가발협회 통계자료) 이렇듯 가발수요의 급증과 대한가발협회의 창업교육 등으로 인해 신규업체들도 늘어나고 있으며 이런 과잉 경쟁을 막기 위해 고객들에 대한 제품과 서비스품질이나 유통, 운영시스템의 관리와 변화에도 발전과 변화를 요구하고 있다.
- 가발산업은 노동집약적 산업으로 4차산업혁명 시대에 모든 제조, 서비스 분야의 산업발전에도 불구하고 60년이 넘는 오랜 시간 동안 낙후된 서비스와 수작업의 제조방식에 의존하고 있어 가발산업의 발전에 한계를 가지고 있었다. 그러나 규모를 가지고 있는 일부 대기업들은 4차산업에 맞는 신기술을 개발하거나 도입하려 시도를 하고 있다. 최근 4차산업혁명 시대에 서비스의 고급화를 지향하는 고객들이 늘어나면서 가발산업의 서비스 분야에서부터 서비스의 고급화를 위한 AI 헤어스타일 추천, AR 스마트 미러, 3D 두상 측정 장치의 도입 등 디지털전환 기술을 적용하고 있으며 이런 추세는 지속해서 늘어나고 있다. 가발산업의 서비스 분야와 제조에 있어 첨단화된 기술과 장비, 서비스를 도입하려는 시도는 하고 있으나 대부분 대기업과 중견기업들은 기존의 시스템에 만족하고 있고 대부분의 소기업, 소상공인들은 디지털전환에 대해 시도를 하기 어려운 상황에 있다. 이에 가발 분야 대표단체를 운영하며 가발산업의 혁신을 위한 AR 기술과 온라인 주문플랫폼, 3D 두상 측정기 등을 개발하고 접목하여 디지털전환을 시도하고 있는 상황에서 안정적인 디지털전환의 확산이 요구되고 있다.

## 같이 보기
- 머리카락 : 고급 가발이나 한국의 가발에는 주로 인모를 사용하며 저렴한 가발에는 인조모(합성섬유)를 사용하기도 한다.
- 탈모 : 최근에 소아 탈모를 비롯해 청년의 탈모로 인한 젊은 층의 민모 현상은 복잡한 사회 환경에 따른 정신적, 심리적 문제에서 기인한 것으로 보고 있으며 노화성 탈모가 아닌 영양 불균형, 스트레스, 수면 부족 등 여러 요인으로 인해 탈모 환자가 급증한다고 추정하고 있다.
- 붙임머리: 붙임머리는 익스텐션(extension)이라고도 하고 대부분 여성들의 본인의 머리카락의 길이나 모발량을 늘리기 위해 사용된다. 주로 미국이나 유럽의 흑인여성이 많이 사용하며 한국에서는 젊은층의 여성들이 멋내기로 사용되고 있다.
- 가체: 한국의 전통 헤어스타일이다. 주로 사극에서 많이 활용되며 계급별로 사이즈에 차이를 두고 있다.